# Platamon
Platamon, hoặc Platamonas (tiếng Hy Lạp: Πλαταμώνας, Platamónas), là một thị trấn và địa điểm resort nằm cạnh bờ biển ở phía Nam Pieria (đơn vị vùng), Trung Macedonia, Hy Lạp. Platamon có dân số khoảng 2,000 người. Thị trấn là một phần của đơn vị thành phố Đông Olympos thuộc đô thị Dion-Olympos.